# 6-アミノ-5-ニトロピリジン-2-オン
6-アミノ-5-ニトロピリジン-2-オン（英語: 6-amino-5-nitropyridin-2-one）または、6-アミノ-5-ニトロ-2(1H)ピリジノン（英語: 6-amino-5-nitro-2(1H)-pyridinone）は、ピリジン塩基の1つ。ハチモジDNAの核酸塩基に使われ、5-アザ-7-デアザグアニンと対になる。

ハチモジDNAの塩基対の水素結合（破線）